# Famous in the Last Century
Famous in the Last Century è il 24° album di studio inciso dalla rock band inglese Status Quo, uscito per la prima volta nell'aprile del 2000.

## Il disco
Secondo di una serie totale di tre album di cover incisi fino al 2003, il prodotto consente alla band di proporre alcuni dei brani più celebri del secolo trascorso, introdotti dalla traccia iniziale composta dal tastierista Andy Bown e riproposti in una nuova veste con forti connotazioni rock-blues.
La leggerezza dei toni induce subito la critica inglese a demolire i contenuti del lavoro, probabilmente non pienamente compreso in quelle che sono le sue reali ed effettive pretese: unica sua dichiarata finalità è infatti quella di divertire il pubblico, festeggiando il nuovo millennio con una vigorosa rilettura di classici brani rock and roll e pregevoli puntate blues.
In Inghilterra, il disco si posiziona al n. 19 delle classifiche.
Note:
- Famous in the Last Century è l'ultimo album che gli Status Quo incidono con Jeff Rich alla batteria.
- Nel 2001, mentre i Quo girano in tournée per l'Europa con alcune date anche in Norvegia, la televisione di quel paese chiede loro di diventare il primo gruppo di sempre a suonare un pezzo nella casa della trasmissione televisiva Grande Fratello. Ecco come Francis Rossi rammenta l'episodio: “In Norvegia, in quel momento, il nostro album era terzo in classifica. In realtà, eravamo un po' restii ad esibirci nella casa del Grande Fratello, ma ci fu detto che in questo modo il disco sarebbe arrivato fino al primo posto e accettammo l'offerta. Tutto sommato, non fu male come esperienza!”. (In realtà, dopo la loro performance nella nota trasmissione televisiva, il disco salì ancora fino al secondo posto in classifica, ma non riuscì a scalzare dal vertice le Destiny's Child che allora imperversavano ovunque con il loro album Survivor).[3]

## Tracce
A fianco di ogni traccia viene riportato il nome dell'artista che in origine ha inciso il brano.
1. Famous in the Last Century - 1:03 - (Bown)
2. Old Time Rock and Roll* - 2:57 - (Jackson/Jones) Bob Seger
3. Way Down - 2:51 - (Martine) Elvis Presley
4. Rave on - 2:51 - (Petty/Tilghman/West) Buddy Holly
5. Roll Over Beethoven - 3:06 - (Berry) Chuck Berry
6. When I'm Dead and Gone - 3:11 - (Gallagher/Lyle) McGuiness Flint
7. Memphis Tennessee - 2:30 - (Berry) Chuck Berry
8. Sweet Home Chicago - 2:43 - (R.Johnson) Robert Johnson, The Blues Brothers
9. Crawling From the Wreckage - 2:42 - (Parker) Dave Edmunds
10. Good Golly Miss Molly - 2:05 - (Blackwell/Marascalco) Little Richard
11. Claudette - 2:01 - (Orbison) Everly Brothers
12. Rock'n'Me - 2:47 - (Miller) Steve Miller Band
13. Hound Dog - 2:19 - (Lieber/Stoller) Elvis Presley
14. Runaround Sue - 2:29 - (Dimicci/Maresca) Dion
15. Once Bitten Twice Shy - 2:40 - (Hunter) Ian Hunter
16. Mony Mony* - 2:58 - (Bloom/Gentry/James/Cordell) Tommy James & The Shondells
17. Famous in the Last Century - 1:14 - (Bown)

### Tracce bonus per l'edizione australiana
1. Pictures Of Matchstick Men (1999 Version) - 3:23 - (F. Rossi)
2. Raining In My Heart (Special Guest Brian May) - 3:31 - (B.Bryant/F. Bryant)
3. Fun Fun Fun (With The Beach Boys) - 3:59 - (B. Wilson/M. Love)
4. Whatever You Want - 4:16 - (A. Bown/R. Parfitt)

### Tracce bonus dell'edizione 2006
1. Gerdundula (Live) - 4:29 - (James/Manston)
2. Forty Five Hundred Times (Live) - 5:03 - (Parfitt/Rossi)
3. Rain (Live) - 4:31 - (Parfitt)

(Singoli)*

## Formazione
- Francis Rossi (chitarra solista, voce)
- Andy Bown (tastiere)
- Rick Parfitt (chitarra ritmica, voce)
- John 'Rhino' Edwards (basso, voce)
- Jeff Rich (percussioni)